# 韋爾登 (北卡羅萊納州)
韋爾登（英語：Weldon）是一個位於美國北卡羅萊納州哈利法克斯縣的城鎮。

## 人口
根據2020年美國人口普查的數據，韋爾登的面積為7.55平方千米，皆為陸地。當地共有人口1444人，而人口密度為每平方千米191人。